# Burcardo di Meißen
Burcardo di Meißen (... – 972) è stato un vescovo e monaco cristiano tedesco, primo vescovo di Meißen.
Burcardo fu un monaco dell'abbazia di Sant'Emmerano a Ratisbona e cappellano per Adalberto, arcivescovo di Magdeburgo, in questa stessa città. Venne consacrato come primo vescovo di Meißen  fondando il capitolo della cattedrale di Meißen nel 968. Secondo la tradizione, morì nel 972 per una caduta dal cavallo. Solo il suo nome, la sua consacrazione e la data della sua morte sono noti dalle fonti.